# Pipiza macrofemoralis
Pipiza macrofemoralis är en tvåvingeart som beskrevs av Charles Howard Curran 1921. Pipiza macrofemoralis ingår i släktet gallblomflugor, och familjen blomflugor. Inga underarter finns listade i Catalogue of Life.